# Sevenhill
Sevenhill est une ville de la région viticole de Clare Valley, en Australie-Méridionale, se trouvant à environ 130 kilomètres de la ville d'Adélaïde. Fondée en 1848, ses premiers habitants sont des pères jésuites australiens. Son nom fait référence aux Sept collines de Rome.